# Dodemansvingers (plant)
Dodemansvingers (Oenanthe crocata) is een giftige, vaste plant die behoort tot de schermbloemenfamilie (Umbelliferae oftewel Apiaceae). De plant komt van nature voor in West-Europa en is in Nederland te vinden op Voorne en bij Zandvoort. In België is de plant te vinden in Gent en de Rupelstreek. De soort staat op de Nederlandse Rode lijst van planten als zeer zeldzaam, maar stabiel of iets toegenomen.
De plant wordt 50–150 cm hoog en vormt wortelknollen, die met een dun stukje aan de plant verbonden zijn. De knollen zijn zeer giftig. Aan de vorm en giftigheid van de knollen heeft de plant haar naam te danken. Ook de andere delen van de plant zijn giftig. De stengel is hol en gegroefd. Het melksap is oranjegeel. De onderste bladeren zijn drie- tot viervoudig geveerd en de stengelbladeren twee- tot drievoudig. De middelste en bovenste stengelbladeren hebben eironde, onregelmatig gekartelde of dieper ingesneden slippen. De blaadjes van de onderste bladeren zijn eirond tot bijna rond en die van de stengelbladeren langwerpiger. De blaadjes hebben lobben en een getande rand.
Dodemansvingers bloeit in juni en juli met witte bloemen. De kelk is vijftandig. De bloeiwijze is een scherm van de eerste orde met twaalf tot veertig stralen. Meestal zijn vijf omwindselblaadjes aanwezig.
De vrucht is een 4-5,5 mm lange, tweedelige splitvrucht met smalle, vlakke ribben en die van voren gezien cilindrisch van vorm is. De achtergebleven stijl is 2-2,5 mm lang. De zaden worden door water verspreid.
De plant komt voor bij de kust op natte, matig voedselrijke grond.

## Namen in andere talen
- Duits: Safranrebendolde
- Engels: Hemlock Water-dropwort
- Frans: Oenanthe safranée